# Anticoma graciliceps
Anticoma graciliceps is een rondwormensoort uit de familie van de Anticomidae. De wetenschappelijke naam van de soort is voor het eerst geldig gepubliceerd in 1968 door Platonova.